# Мустьєрський плювіал
Мустьєрський плювіал — історичний вологий і дощовий період в кліматичній історії Північної Африки, за часів пізнього палеоліту, 50 - 30 тисяч років до Р.Х.
Під час мустьєрського плювіалу, сьогодні посушливі регіони Північної Африки були файно зволожені, маючи озера, болота і річкові системи, які наразі вже не існують.  Фауна тогочасної Сахари, нагадувала фауну сьогоденного Сахелю: газелі, жирафи, страуси, леви, шакали, бегемоти і крокодили, а також вимерлі види верблюдів. Цим мустьерский плювіал нагадував попередній аббассіанський плювіал; пізніший неолітичний субплювіал був коротшим за часом та сухішим.
Мустьєрський плювіал був викликаний великими кліматичними змінами під час останньої льодовикової ери. Близько 50 тисяч років до Р.Х. під час Вісконсинського зледеніння ("Вюрмське зледеніння" в Європі) були добре розвинені зростаючі льодовикові щити в Північній Америці і Європі, що призвело до переміщення стандартних кліматичних зон північної півкулі до півдня. Терен сьогоденної помірної зони Європи і Північної Америки мав арктичний і субарктичний  клімат, а циклони Північної Атлантики спрямували свій шлях Північною Африкою.
Цікаво, що ті ж самі фактори що призвели до появи  мустьєрського плювіалу також, призвели  до його завершення. В період свого найбільшого розвитку,  28 - 16 тисяч років до Р.Х, Лаврентійський льодовиковий щит не тільки збільшив свою площу, але і збільшив свою товщу до 1750 метрів.  Це призвело до створення довгострокових погодних умов, які вплинули на висотну струмову течію, що прямує через Північну Америку.  Висотна струмова течія була розділена на дві частини, створивши новий домінантний тип погоди в північній півкулі, що призвело до жорсткіших погодних умов для декількох регіонів (в тому числі частини Центральної Азії і Близького Сходу) - зміни, що призвели до кінця мустьєрського плювіалу і повернення до посушливого клімату в Північній Африці.